# Podocatactes
Podocatactes is een geslacht van kreeftachtigen uit de klasse van de Malacostraca (hogere kreeftachtigen).

## Soorten
- Podocatactes delli (Guinot, 1989)
- Podocatactes foresti (Guinot, 1989)
- Podocatactes hamifer Ortmann, 1893